# Dennis te Kloese
Dennis te Kloese (Bussum, Países Bajos; 27 de agosto de 1974) es un exfutbolista y directivo neerlandés. Durante su etapa como jugador se desempeñó en la posición de defensa y participó en equipos como NVC, SV Huizen y HSV De Zuidvogels, así como en las fuerzas básicas del AFC Ajax.

## Biografía
Nació el 27 de agosto de 1974 en la ciudad de Bussum, Países Bajos. Al iniciar a jugar fútbol se desempeñó en la posición de defensa.
Como futbolista jugó en las fuerzas básicas del AFC Ajax, y en equipos como NVC, SV Huizen y HSV De Zuidvogels. Se retiró en 1999 después de sufrir una serie de lesiones en las rodillas.
De 1994 a 1999, de forma paralela a su desempeño como jugador, estudió la carrera de derecho en la Universidad de Ámsterdam.
Posterior a su retiro de las canchas, comienza a ocupar puestos administrativos en instituciones como Proactive Sports Management, compañía holandesa dedicada a dar asesoría a equipos profesionales de fútbol, institución donde permaneció de 2001 a 2003. 
En 2003 llega al Club Deportivo Guadalajara como director de visorías, y asesor de Hans Westerhof, permaneciendo en la institución hasta 2005, año en que pasa a ser director deportivo de Club Deportivo Chivas USA, ostentando dicho cargo hasta octubre de 2008. Después de su paso por Chivas USA, regresa a México pero esta vez con los Tigres de la Universidad Autónoma de Nuevo León, equipo donde ocuparía la posición de director de fuerzas básicas hasta 2011.
Durante todo el 2012 fue Coordinador General de Selecciones Menores en la Federación Mexicana de Fútbol, en 2013 regresa al Guadalajara esta vez como presidente deportivo, y para febrero de 2014 regresa a la coordinación de Selecciones Menores en la FMF.